# Monasterio de Solius
El monasterio de Santa Maria de Solius y la iglesia de Santa Agnès de Solius son un conjunto del municipio de Santa Cristina de Aro (Bajo Ampurdán) que forma parte del Inventario del Patrimonio Arquitectónico de Cataluña.

## Monasterio

### Descripción

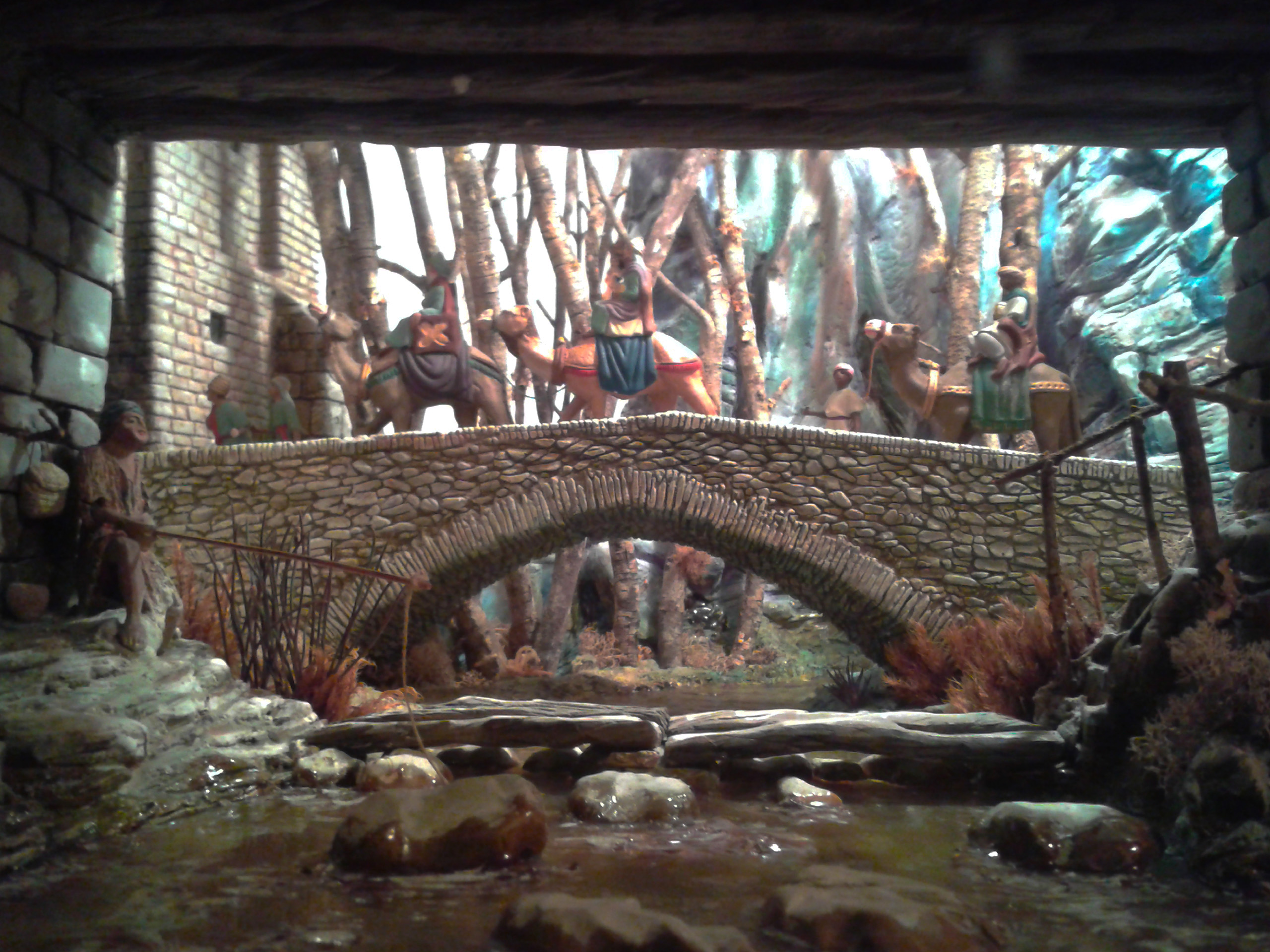
Fragmento de un diorama del monasterio de Santa Maria de Solius sobre los tres Reyes Magos de Oriente.

Santa Maria de Solius es un monasterio cisterciense fundado el 1967 y situado junto a la iglesia parroquial de Santa Agnès de Solius, en Santa Cristina de Aro. La comunidad, que se dedica principalmente a la plegaria, tiene un taller de encuadernación de libros y una exposición de pesebres diorama. El nombre de Solius proviene del término "los olivos", que en un momento en que se hablaba salado, y con el artículo del pronombre latino ipse, se denominaba "Sos Olius". Hacía referencia a un pequeño olivar propiedad de los benedictinos de Sant Feliu de Guíxols. Con el tiempo, por ley fonética cae la letra ese del medio y "sos olius" aconteció Solius, al pie de los olius del paraje. Por eso la Virgen de Solius sostiene una rama de siete hojas que se identifica como una rama de olivo.
Destaca la colección de 44 dioramas de escenas del pesebre que se podía visitar todo el año al monasterio antes de la pandemia. Actualmente lo abren en tiempo de Navidad. Para mayor seguridad llamar por teléfono antes de ir. Fue empezada en 1970 por el hermano Gilbert Galceran, que tenía una amplia experiencia de Roma y Suiza, con la escena del nacimiento. El relevo lo cogió el hermano Albert Fontanet, que se ha especializado en su mantenimiento.

### Historia
El monasterio de Santa Maria de Solius fue fundado el 21 de enero de 1967, por cuatro monjes del Monasterio de Poblet: el ex-abad de Poblet y primer prior de Solius Edmon Maria Garreta junto con Albert Fontanet, Enric Benito y Jordi Gibert. El día de la fundación corresponde a la fiesta de Santa Agnès, que es la patrona de esta parroquia.
Los monjes fundadores querían alejarse del turismo de Poblet y con la ayuda del Obispado de Gerona encontraron este espacio, que en aquel momento era una casa de campamentos, y que estaba más cerca de lo que consideraban su ideal. Así lo explicó Josep Peñarroya (Forcall, 1958), monje de Solius desde el 1974 y prior desde 2011, en un reportaje publicado el 2017 en motivo de los 50 años del monasterio. Este no fue el único intento de iniciar un monasterio con el espíritu del Concilio Vaticano II, pero otros no prosperaron. A los cuatro primeros monjes se han sumado Jaume Gabarró, Agustí Relats, Jordan Faugier, Josep Maria Ferrer y Josep Farrer. El 2017 son nuevo monjes.

En 1969 se inauguró el monasterio de nueva planta, obra del arquitecto Joaquim Maggioni y Casadevall, dejando la antigua vicaría como albergue monástico. Se edificó junto a la iglesia parroquial de Solius, un edificio neoclásico del siglo XVIII sobre la base de una iglesia románica del siglo X o XI. De una sola nave, hay tres capillas laterales por banda, algunas con retablos barrocos de factura popular, y un campanario octogonal coronado por una cúpula. El presbiterio se adaptó para corazón de la comunidad, con una sillería muy simple, la apertura de tres ventanales, la piedra de altar cuadrada y una imagen de Santa Maria de Solius, obra de Josep Martí.
La comunidad, formada por una decena de monjes, reparte el tiempo entre la liturgia, la acogida espiritual, el cultivo de la tierra y la encuadernación artística de libros, con que subviene a las necesidades materiales del monasterio, que el 1987 obtuvo el estatus canónico de priorato independiente. La biblioteca, fruto principalmente de donaciones de benefactores, es ya bastante importante. Este monasterio es conocido por sus pesebres dioramas, que se exponen desde el 1992, hechos por Fray Gilbert Galceran. La comunidad también se ha destacado como defensora de los parajes naturales de Solius, amenazados a principios del siglo XXI por proyectos de urbanizaciones.

## Iglesia

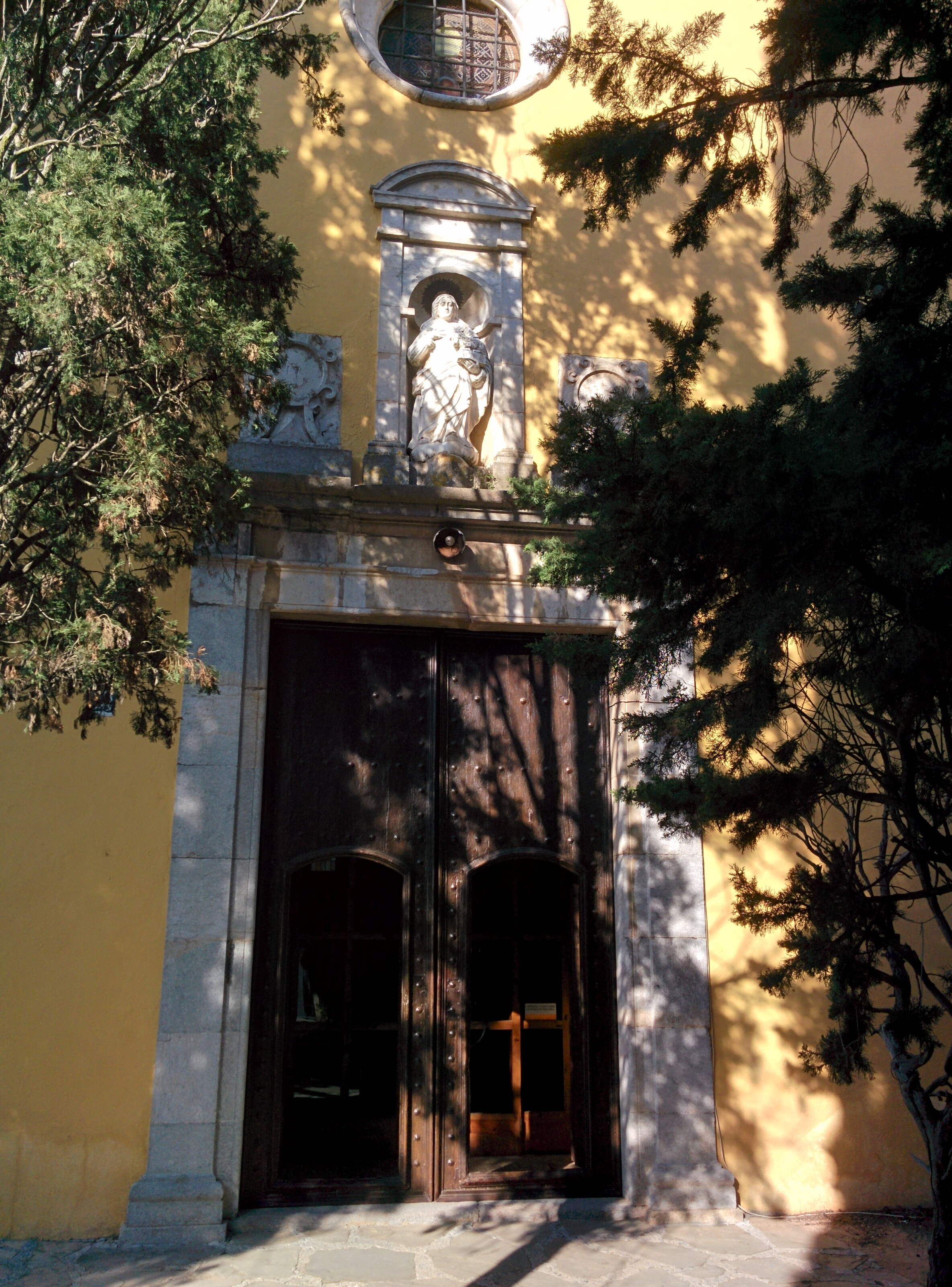

Se trata de una iglesia del siglo XVIII, iniciada el 1773 en estilo barroco rural, que conserva en su construcción algunos elementos del templo anterior románico. Es una iglesia, hecha con piedra local, de pequeñas dimensiones, con una sola nave, ábside poligonal y capillas laterales que conservan algunos retablos barrocos y neoclásicos de factura popular. La fachada tiene una puerta de entrada de estilo neoclásico con una hornacina que protege la imagen de la santa y la fecha 1777. Más arriba hay una pequeña apertura circular, un reloj de solo y una ventana cuadrada. Las paredes son de piedra, excepto la fachada que está enlucida. El campanario es una torre de planta cuadrada con coronament octogonal; conserva la base románica, a la cual todavía se pueden ver los ventanales románicos (hoy tapiats). La iglesia se encuentra integrada en el conjunto del monasterio de Santa Maria de Solius.
Esta parroquia aparece mencionada por primera vez en un documento del año 1103 con el nombre de "Sancte Agnetis Olivensis", antiguo nombre dado al pueblo de Solius. El edificio actual se inició el 1773 y parece que se acabó el 1782, construyéndose aprovechando el material de la antigua iglesia románica. El campanario se hizo entre los años 1827 y 1834, a pesar de que todavía conserva la base románica, incluidos los ventanales que hoy restan tapiats. En el interior de la iglesia, dentro de las capillas laterales, se conservan unos retablos neoclásicos de factura popular. Hay que destacar el de la Virgen María de Roser y el de San Isidro. También se conservan varias lápidas sepulcrales de algunos rectores de la parroquia.